# Frölunda HC
Frölunda HC is een ijshockeyclub uit Göteborg in Zweden. De club werd opgericht in 1930. De club werd Zweeds kampioen in 1965, 2003, 2005, 2016 en 2019 en werd Europees kampioen van de Champions Hockey League 2015-2016.